# Jürgen Gerlach (Handballtrainer)

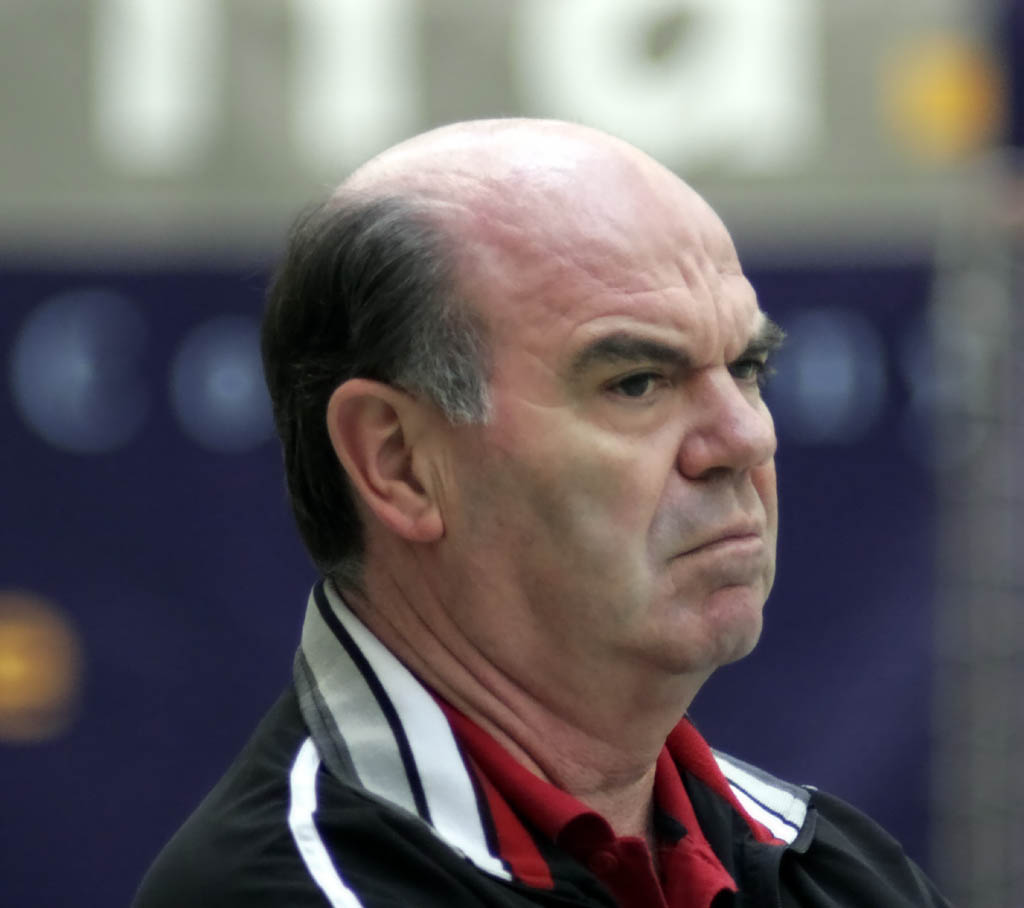
Jürgen Gerlach am 19. März 2006

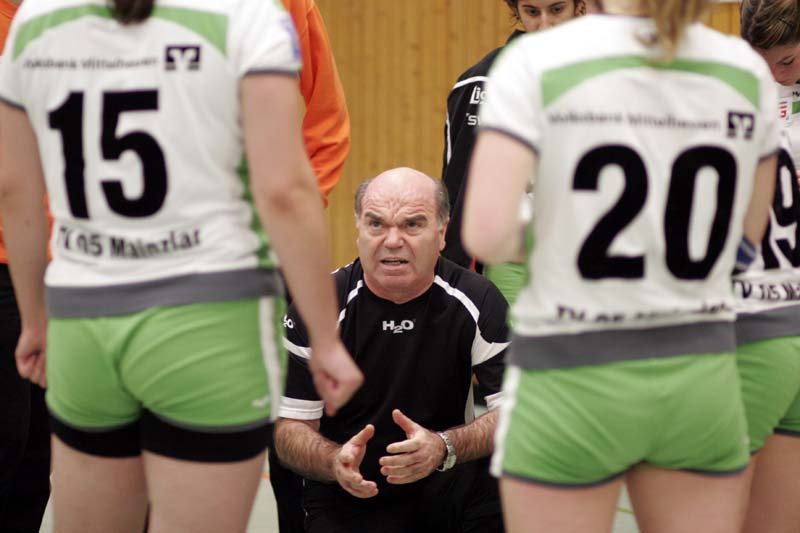
Jürgen Gerlach in einer Auszeit

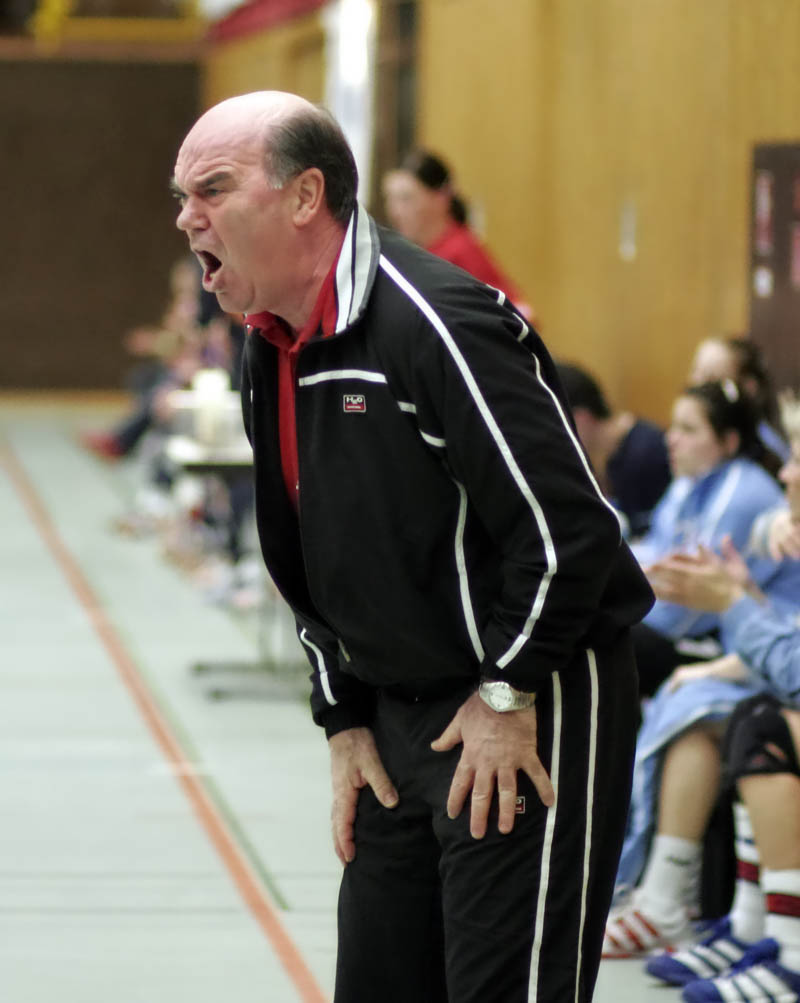
Jürgen Gerlach während eines Spiels

Jürgen „Doc“ Gerlach (eigentlich Hans-Jürgen Gerlach; * 17. November 1946; † 12. März 2021 in Biebertal) war ein deutscher Handballtrainer. Seine größten sportlichen Erfolge erzielte der promovierte Orthopäde als Trainer der Damenmannschaft des TV Lützellinden, die er zwischen 1980 und 2006 zu mehreren Deutschen Meisterschaften und Europapokalsiegen führte.

## Trainertätigkeit
Gerlach war im Frauenhandball für Trainerkollegen und Fans eine sehr polarisierende Persönlichkeit. Bekannt war er für seine direkte Art, seine Meinung zu äußern, gelegentlich auch mit beleidigendem Charakter. So bezeichnete er seinen Kollegen Maik Nowak mehrfach als „Scheiß-Ossi“, wofür er sich beim Deutschen Handballbund – nicht bei Nowak – entschuldigt hat.
Andererseits galt Gerlach („Mit Kreativität gleicht er aus, was andere durch finanzielle Investitionen anstreben“ und: „Lützellinden spielt mit Abstand den besten Kombinationshandball der Liga“) als „außergewöhnlicher Handball-Kenner“ (Nowak), der bereits 1995 „den Frauenhandball des Jahres 2000 vorführen“ ließ mit „schwindelerregend schnellen Angriffen und einer weit vor dem Kreis agierenden aggressiven Deckung.“
Bei seinem letzten Verein TV Mainzlar strebte er mit acht ehemaligen Lützellinder A-Jugend-Spielerinnen, die er 2006 zur deutschen Meisterschaft geführt hatte, eine Spitzenposition in der 2. Bundesliga an. Am 26. Januar 2011 wurde die Mannschaft aus der 2. Bundesliga Süd zurückgezogen.
In der Saison 2011/2012 war er kurzzeitig als Trainer der Männermannschaft des TuS Holzheim in der Oberliga Hessen aktiv. Seither trainierte er keinen Verein mehr. Ab Februar 2014 war er als Sportdirektor beim Zweitligisten TSG Ober-Eschbach tätig. Danach verabschiedete sich Gerlach vom Handballsport.
Gerlach hatte dem TV Lützellinden im Jahr 2002 über 500.000 Euro aus seinem Privatvermögen als Darlehen zur Verfügung gestellt. Der Verein, der bereits zu diesem Zeitpunkt in finanzieller Schieflage war, konnte die Schuldenlast anschließend nicht mehr stemmen. Am 1. Juni 2005 wurde ein Insolvenzantrag gegen den Verein gestellt. Eine Eröffnung des Verfahrens wurde jedoch Anfang September vom Amtsgericht Gießen mangels Masse abgelehnt. Die Liquidation des Vereins war damit beschlossen. Die Verbindlichkeiten, die am Ende nicht mehr abgetragen werden konnten, beliefen sich laut Aussage des ehemaligen Präsidiums auf 774.000 Euro, über 500.000 Euro alleine durch das private Darlehen von Ex-Trainer Gerlach.

## Stationen als Trainer
- TSV Dutenhofen bis 1980[8]
- TV Lützellinden 1980–2006
- TV Mainzlar Januar 2006–2011.

## Sportliche Erfolge als Trainer
- 7× Deutscher Meister 1988, 1989, 1990, 1993, 1997, 2000 und 2001 (alle mit dem TV Lützellinden)
- 4× Deutscher Vize-Meister 1991, 1992, 1994 und 1995 (alle mit dem TV Lützellinden)
- 5× DHB Pokalsieger 1989, 1990, 1992, 1998 und 1999 (alle mit dem TV Lützellinden)
- Europapokal der Landesmeister 1991 (TV Lützellinden)
- Europacup der Pokalsieger 1993 und 1996 (alle mit dem TV Lützellinden)
- 2006 Deutscher A-Jugend-Meister (TV Lützellinden)
- 1980 Deutscher B-Jugend-Meister (TSV Dutenhofen)